# Bahamai fecske
A bahamai fecske (Tachycineta cyaneoviridis) a madarak osztályának a verébalakúak rendjébe, ezen belül a fecskefélék (Hirundinidae) családjába tartozó faj.
A magyar név forrással nincs megerősítve, lehet, hogy az angol név tükörfordítása (Bahama Swallow).

## Rendszerezése
A fajt Henry Bryant amerikai ornitológus írta le 1859-ben, a Hirundo nembe Hirundo cyaneoviridis néven.

## Előfordulása
A Bahama-szigeteken fészkel, de eljut Amerikai Egyesült Államok délkeleti részére, Floridába, és Kuba területére is.
Természetes élőhelyei a szubtrópusi és trópusi fenyőerdők, lehetőleg mocsarak környékén, valamint szántóföldek, legelők, másodlagos erdők és városi régiók.

## Megjelenése
Testhossza 13,5–15 centiméter, testtömege 16,3–19,5 gramm. Sötétzöld a koronája, a tarkója és a köpenye, kékes-zöld a fara, kék a szárnya és villás farka és fehér a hasa.

## Életmódja
Erdei tisztások, mocsarak, mezők környékén, repülő rovarokra vadászik.

## Szaporodása
Harkályok elhagyott odújába készíti fészkét. Fészekalja általában három tojásból áll, melyen 15 napig kotlik. A fiókák kirepülés ideje nagyjából 22 nap.

## Természetvédelmi helyzete
Az elterjedési területe kicsi és az emberi tevékenységek miatt még csökken is, egyedszáma 1000–2499 példány közötti és szintén csökken. A Természetvédelmi Világszövetség Vörös listáján veszélyeztetett fajként szerepel.